# Gage Golightly
Gage Golightly (ur. 5 września 1993) – amerykańska aktorka.
Znana z roli Hayley Steele z serialu młodzieżowego Nickelodeon Brygada. Wystąpiła także w innych filmach, m.in.: Speakeasy, Sudbury, Gwiazdkowa noc, Czarny koń oraz w serialu Nie ma to jak hotel jako Vanessa.

## Filmografia
- 2013: Gone Missing jako Matty
- 2012: Teen Wolf jako Erica
- 2010: Big Time Rush jako Annie
- 2010: True Jackson jako Vanessa
- 2009–2010: Brygada jako Hayley Steele
- 2007: Heartland (serial telewizyjny) jako Thea Grant
- 2006: Bracia i siostry jako Paige Traylor
- 2006: Nie ma to jak hotel jako Vanessa
- 2005: Don't Ask jako Ivy Collins
- 2004: Sudbury (film telewizyjny) jako Kylie Owens
- 2004: Czarny koń jako Taylor Garrett
- 2004: Pięć dni do północy jako Jesse Neumeyer
- 2003: The Vest jako Karen
- 2003: Gwiazdkowa noc
- 2002: Speakeasy jako Eva